# Hanau-Steinheim
Die ehemalige Stadt Steinheim am Main ist mit etwa 12.500 Einwohnern einer der größeren Stadtteile von Hanau im hessischen Main-Kinzig-Kreis.
Steinheim ist Station der Deutschen Fachwerkstraße und für seine Altstadt mit restaurierten Fachwerkhäusern bekannt. Als Ausgangspunkt der hessischen Apfelweinstraße ist Steinheim wegen seiner Feiern beliebt: zum einen wegen des Steinheimer Johannisfeuers, das jährlich am 23. und 24. Juni gefeiert wird und seinen Ursprung in der germanischen Sonnenwendfeier hat, mittlerweile jedoch am Vorabend des Festes des Johannes des Täufers gefeiert wird, zum anderen wegen des Bundesäppelwoifests am letzten Augustwochenende.

## Geographie

### Nachbargemeinden
Steinheim grenzt im Nordwesten und Westen an Mühlheim am Main (Landkreis Offenbach), im Südwesten an den Obertshäuser Stadtteil Hausen, im Südosten an den Hanauer Stadtteil Klein-Auheim, und, durch den Main getrennt, an Hanau-Großauheim, im Nordosten an die Innenstadt und im Norden an den Hanauer Stadtteil Kesselstadt, zu dem es in römischer Zeit eine Brücke über den Main gab.

### Gemeindegliederung
Steinheim gliedert sich in zwei Gemarkungen, das flächenmäßig größere Klein-Steinheim und das südlich gelegene Groß-Steinheim.

## Geschichte

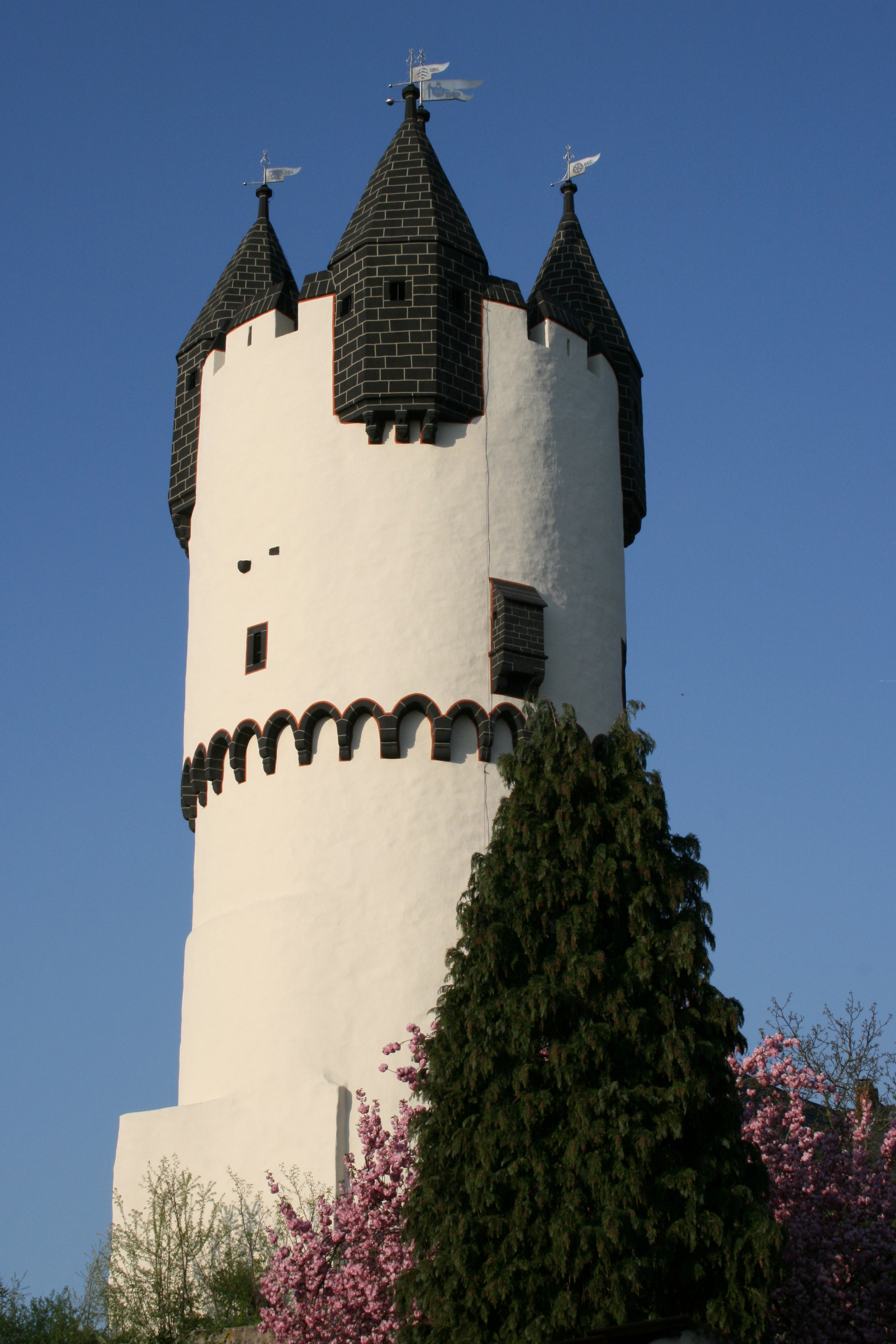
Bergfried des Steinheimer Schlosses

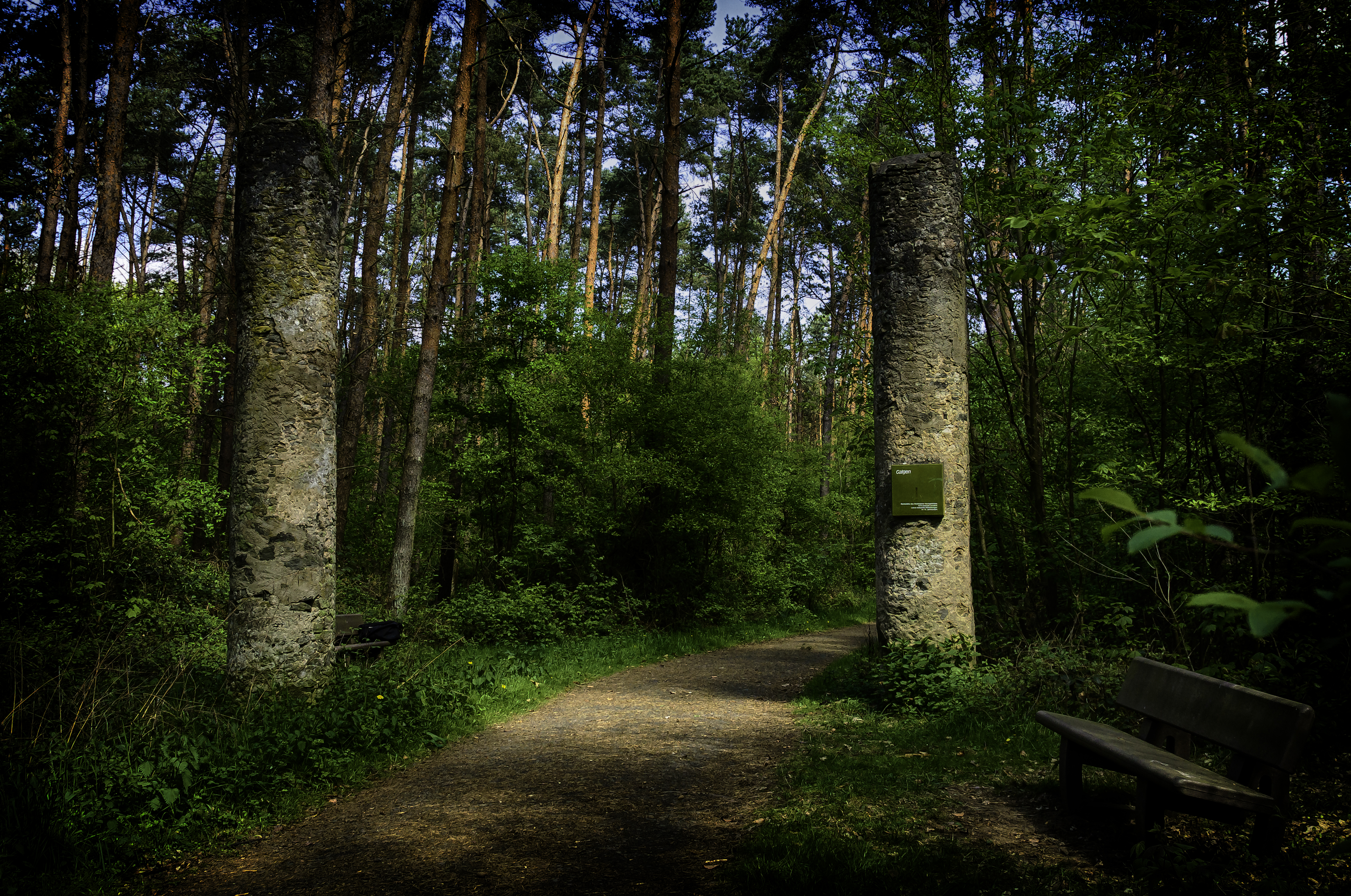
Galgen des Steinheimer Hochgericht 1579

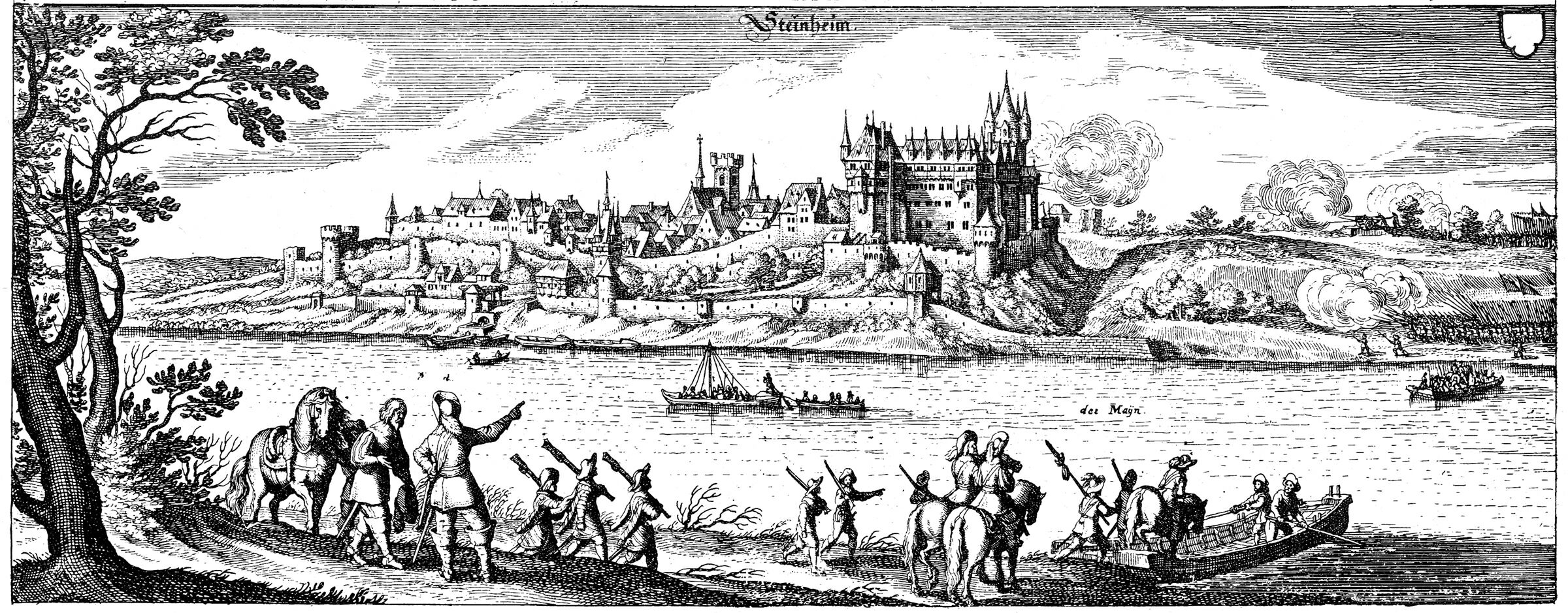
Steinheim – Auszug aus der Topographia Hassiae von Matthäus Merian dem Jüngeren 1655

### Vor- und Frühgeschichte
Aus der Gemarkung von Steinheim sind zahlreiche archäologische Bodenfunde aus vielen vorgeschichtlichen Perioden bekannt. An der Gemarkungsgrenze zu Mühlheim finden sich – überwiegend auf Mühlheimer Gebiet liegend – unmittelbar am südlichen Mainufer Lagerplätze der jungpaläolithischer Menschen der Rissener Gruppe der Federmesser-Gruppen aus der Zeit um 11.500 vor unserer Zeit, von denen zahlreiche bearbeitete Steingeräte ausgegraben werden konnten. An mehreren Stellen in der Steinheimer Gemarkung befanden sich Siedlungen der Hügelgräberbronzezeit und der Urnenfelderkultur. Im Waldgebiet zwischen Steinheim und Mühlheim-Dietesheim wurden im 20. Jahrhundert etwa 80 Gräber dieser bronzezeitlichen Kulturen ausgegraben.
Auf der Steinheimer „Mainspitze“ befand sich in römischer Zeit bis in die Mitte des dritten Jahrhunderts n. Chr. ein kleines Handwerker- und Händlerzentrum. Hier überquerte auf der gegenüberliegenden Seite der römischen Militäranlagen und Zivilsiedlung von Hanau-Salisberg eine von Dieburg, dem antiken Hauptort der Civitas Auderiensium her kommende und in Richtung Wetterau verlaufende Fernstraße auf einer Pfahlbrücke den Main, deren Holzpfosten 1886 und 1893, einige Meter unterhalb des derzeitigen Hafenbeckens des Wasser- und Schifffahrtsamtes, bei Baggerarbeiten gefunden wurden.

### Mittelalter
Klein-Steinheim oder Niedersteinheim war anfänglich wohl ein Handwerker- und Fischerdorf am Main. Um 1200 wurde auf dem Höhenrücken südlich des Dorfes Klein-Steinheim mit dem Bau einer Burg (siehe Schloss Steinheim) begonnen, um die sich bald auch ein Ort bildete, der Obersteinheim oder später Groß-Steinheim genannt wurde. Die Herren von Eppstein bauten diese Burg zu einem regionalen Zentrum aus. 1320 erhielt Steinheim von König Ludwig IV. die Stadtrechte verliehen. Steinheim war Hauptort des gleichnamigen Amtes Steinheim.
Gegen Ende des 14. Jahrhunderts befanden sich die Herren von Eppstein jedoch in einer Krise und mussten Amt und Stadt Steinheim verpfänden. Ab 1371 befand sich das Pfand je zur Hälfte in den Händen der Grafen von Katzenelnbogen und der Herren von Hanau. 1393 gelangte es insgesamt an die Herren von Cronberg.

### Zent Steinheim
Steinheim war im Mittelalter auch Sitz eines Zentgerichtes. Dieses tagte unter einer siebenstämmigen Zentlinde vor dem Maintor. Die Zugehörigkeit der Orte zu den Zentgerichten wechselte in vielen Fällen häufig, oft mit dem Wechsel der Landesherren. Das ursprüngliche Zent Steinheim umfasste Mühlheim, Dietesheim, Meielsheim, Lämmerspiel, Bieber, Heusenstamm, Obertshausen, Hausen, Rembrücken, Weiskirchen, Hainstadt und Klein-Auheim. Neben diesem Zentgericht als landesherrschaftliches Hochgericht mit dem Blutbann existierten noch andere Gerichte im Zent Steinheim, nämlich Hubengerichte in Bieber, Mühlheim, Lämmerspiel, Obertshausen, Hausen und Weiskirchen sowie das Märkergericht in Bieber. Ein Galgen befand sich auf dem Galgenberg in Steinheim, dessen Überreste noch heute zu besichtigen sind. Die beiden Pfeiler des Galgens sind ca. 5 m hoch und stehen 4,3 m auseinander. Die erste urkundliche Erwähnung des Galgens war 1524 im Zehntbuch. Die letzte bekannte Hinrichtung fand im 18. Jahrhundert statt.

### Neuzeit
1425 verkaufte Gottfried von Eppstein Stadt und Amt Steinheim für 38.000 Gulden an den Mainzer Erzbischof Konrad III. von Dhaun. Fortan war der Erzbischof und Kurfürst von Mainz Stadt- und Landesherr.
1631, während des Dreißigjährigen Kriegs, wurden Burg, Stadt und Amt Steinheim von König Gustav II. Adolf von Schweden als Kriegsbeute beschlagnahmt und den nachgeborenen Hanauer Grafen Heinrich Ludwig (* 1609; † 1632) und Jakob Johann (* 1612; † 1636) für deren Unterstützung der schwedischen Sache überlassen. Das währte allerdings nur bis zur Schlacht bei Nördlingen 1634. Da beide Grafen schon bald starben und der Westfälische Friede auf 1624 als das Normaljahr abstellte, kam Steinheim wieder an Kurmainz, wo es bis 1803 verblieb, als es im Zuge der Säkularisation an das Großherzogtum Hessen fiel. Bis 1821 nahm das Amt Steinheim Verwaltung und Rechtsprechung in Groß-Steinheim wahr. Mit der Verwaltungsreform im Großherzogtum in diesem Jahr wurden auch hier auf unterer Ebene Rechtsprechung und Verwaltung getrennt.
Für die Verwaltung wurden Landratsbezirke geschaffen, die erstinstanzliche Rechtsprechung Landgerichten übertragen. Der Landratsbezirk Seligenstadt erhielt die Zuständigkeit für die Verwaltung unter anderem für das gleichzeitig aufgelöste Amt Steinheim. Nach einer Verwaltungsreform 1832 gehörte Groß-Steinheim dann zum Kreis Offenbach. Das Landgericht Steinheim übernahm im gleichen Bereich wie der Landratsbezirk Seligenstadt die zuvor durch die Ämter wahrgenommenen Aufgaben der Rechtsprechung. Der Sitz des Gerichts wurde zum 1. Juli 1835 nach Seligenstadt verlegt und die Bezeichnung in „Landgericht Seligenstadt“ geändert. Mit dem Gerichtsverfassungsgesetz von 1877 wurden Organisation und Bezeichnungen der Gerichte reichsweit vereinheitlicht. Zum 1. Oktober 1879 hob das Großherzogtum Hessen deshalb die Landgerichte auf. Funktional ersetzt wurden sie durch Amtsgerichte. Bei dieser Gelegenheit wurde Groß-Steinheim aus dem Gerichtsbezirk Seligenstadt herausgelöst und in den des Amtsgerichts Offenbach integriert.
In der Zeit der Industrialisierung entwickelte sich in Steinheim eine Zigarrenindustrie, besonders als die Hanauer Firma C.J. Hosse in der heutigen Villa Stokkum einen solchen Betrieb einrichtete. Es folgten bald weitere, so dass schon 1890 etwa 600 Männer und Frauen in der Steinheimer Zigarrenindustrie beschäftigt waren. Erinnerungsstücke an diese Zeit sind im Museum Schloss Steinheim ausgestellt.
Steinheim am Main entstand erst am 1. April 1938 durch den Zusammenschluss der Stadt Groß-Steinheim und der Gemeinde Klein-Steinheim. Am 1. Juli 1974 wurde Steinheim am Main dann im Zuge der Gebietsreform in Hessen kraft Landesgesetz in die Stadt Hanau eingegliedert. Damit endete auch die Zugehörigkeit zum Landkreis Offenbach, da im Zuge der Reform die Stadt Hanau zum Main-Kinzig-Kreis kam.

## Bevölkerung

### Einwohnerstruktur 2011
Nach den Erhebungen des Zensus 2011 lebten am Stichtag dem 9. Mai 2011 in Steinheim 12.132 Einwohner. Darunter waren 1440 (11,9 %) Ausländer. Nach dem Lebensalter waren 1950 Einwohner unter 18 Jahren, 5082 zwischen 18 und 49, 2589 zwischen 50 und 64 und 2511 Einwohner waren älter. Die Einwohner lebten in 5508 Haushalten. Davon waren 1524 Singlehaushalte, 1647 Paare ohne Kinder und 1509 Paare mit Kindern, sowie 414 Alleinerziehende und 114 Wohngemeinschaften. In 1178 Haushalten lebten ausschließlich Senioren und in 3768 Haushaltungen lebten keine Senioren.

### Einwohnerentwicklung
| Steinheim: Einwohnerzahlen von 1834 bis 2021 | Steinheim: Einwohnerzahlen von 1834 bis 2021 | Steinheim: Einwohnerzahlen von 1834 bis 2021 | Steinheim: Einwohnerzahlen von 1834 bis 2021 | Steinheim: Einwohnerzahlen von 1834 bis 2021 |
| --- | -------------------------------------------- | -------------------------------------------- | -------------------------------------------- | -------------------------------------------- |
| Jahr |                                              |                                              |                                              | Einwohner                                    |
| 1834 | 1834                                         |                                              | 1.674                                        | 1.674                                        |
| 1840 | 1840                                         |                                              | 1.796                                        | 1.796                                        |
| 1846 | 1846                                         |                                              | 1.906                                        | 1.906                                        |
| 1852 | 1852                                         |                                              | 2.004                                        | 2.004                                        |
| 1858 | 1858                                         |                                              | 1.999                                        | 1.999                                        |
| 1864 | 1864                                         |                                              | 2.326                                        | 2.326                                        |
| 1871 | 1871                                         |                                              | 2.792                                        | 2.792                                        |
| 1875 | 1875                                         |                                              | 3.241                                        | 3.241                                        |
| 1885 | 1885                                         |                                              | 3.588                                        | 3.588                                        |
| 1895 | 1895                                         |                                              | 4.062                                        | 4.062                                        |
| 1905 | 1905                                         |                                              | 5.090                                        | 5.090                                        |
| 1910 | 1910                                         |                                              | 5.874                                        | 5.874                                        |
| 1925 | 1925                                         |                                              | 6.194                                        | 6.194                                        |
| 1939 | 1939                                         |                                              | 6.889                                        | 6.889                                        |
| 1946 | 1946                                         |                                              | 8.046                                        | 8.046                                        |
| 1950 | 1950                                         |                                              | 8.782                                        | 8.782                                        |
| 1956 | 1956                                         |                                              | 9.079                                        | 9.079                                        |
| 1961 | 1961                                         |                                              | 9.540                                        | 9.540                                        |
| 1967 | 1967                                         |                                              | 10.023                                       | 10.023                                       |
| 1980 | 1980                                         |                                              | ?                                            | ?                                            |
| 1990 | 1990                                         |                                              | ?                                            | ?                                            |
| 2000 | 2000                                         |                                              | ?                                            | ?                                            |
| 2011 | 2011                                         |                                              | 12.132                                       | 12.132                                       |
| 2021 | 2021                                         |                                              | 12.594                                       | 12.594                                       |
| Datenquelle: Historisches Gemeindeverzeichnis für Hessen: Die Bevölkerung der Gemeinden 1834 bis 1967. Wiesbaden: Hessisches Statistisches Landesamt, 1968. Weitere Quellen: LAGIS; Stadt Hanau; Zensus 2011 |                                              |                                              |                                              |                                              |

## Politik

### Bürgermeister und Ortsvorsteher
Die Bürgermeister der Stadt Steinheim (Groß-Steinheim), der Gemeinde Steinheim (Klein-Steinheim), ab 1938 der gemeinsamen Stadt waren:
Bürgermeister
Bürgermeister von Groß-Steinheim (bis 1938)
- Jean Busch bis 1922
- Martin Rachor 1922–1933
- Peter Götz 1934–1937
- Fritz Henninger (kommissarisch) 1937–1938

Bürgermeister von Klein-Steinheim (bis 1938)
- Paul Stahl 1868–1885 und 1886–1892
- Valentin Braun 1892-1909[14]
- Philipp Röder 1925–1933
- Werner Stohmann 1933
- Karl Rüttinger 1933–1938

Bürgermeister von Steinheim (1938 bis 1974)
- Karl Rüttinger 1938–1945
- Martin Rachor 1945–1948
- Otto Struwe 1948–1954
- Georg Royer 1954–1966
- Willibald Sommer (CDU) 1966–1972
- Ferdinand Jung (SPD) 1972–1974

Ortsvorsteher
- Wolfgang Sibenhorn (CDU)
- Heinz Seidel (SPD)
- Fritz Eberhard (SPD)
- Jürgen Sticher (CDU) 1993–2009
- Klaus Romeis (CDU) 2010–2021
- Burkhard Huwe (CDU) seit 2021[15]

### Wappen und Flagge

Im Februar 1952 wurde der Stadt Steinheim am Main durch das Hessische Staatsministerium das Recht zur Führung eines Wappens und einer Flagge verliehen.
| Wappen von Steinheim | Blasonierung: „In Gold ein blau bekleideter Bischof, in seiner Rechten ein gestürztes Schwert haltend, stehend hinter dem silbernen Kurmainzer Rad“ |
| Wappen von Steinheim | Wappenbegründung: Das Wappen basiert auf dem ältesten bekannten Siegel, das aus der Mitte des 15. Jahrhunderts stammt. Steinheim war 1424 von den Herren von Eppstein an den Erzbischof von Mainz gekommen. Spätere Siegel zeigen nur das Rad mit den Buchstaben ST, jedoch kehrte die Stadt im 19. Jahrhundert zur alten Gestaltung zurück. So zeigt das Wappen in Gold einen blau bekleideten Bischof, in seiner Rechten ein gestürztes Schwert haltend, der hinter dem silbernen Kurmainzer Rad steht. Das Wappen wurde durch den Heraldiker Georg Massoth gestaltet. |

### Städtepartnerschaften
Steinheims Partnerstadt ist seit 1972 die französische Stadt Francheville.
Die niederländische Stadt Doorn war von 1970 bis 2008 Partnerstadt.

## Kultur und Sehenswürdigkeiten

### Bauwerke

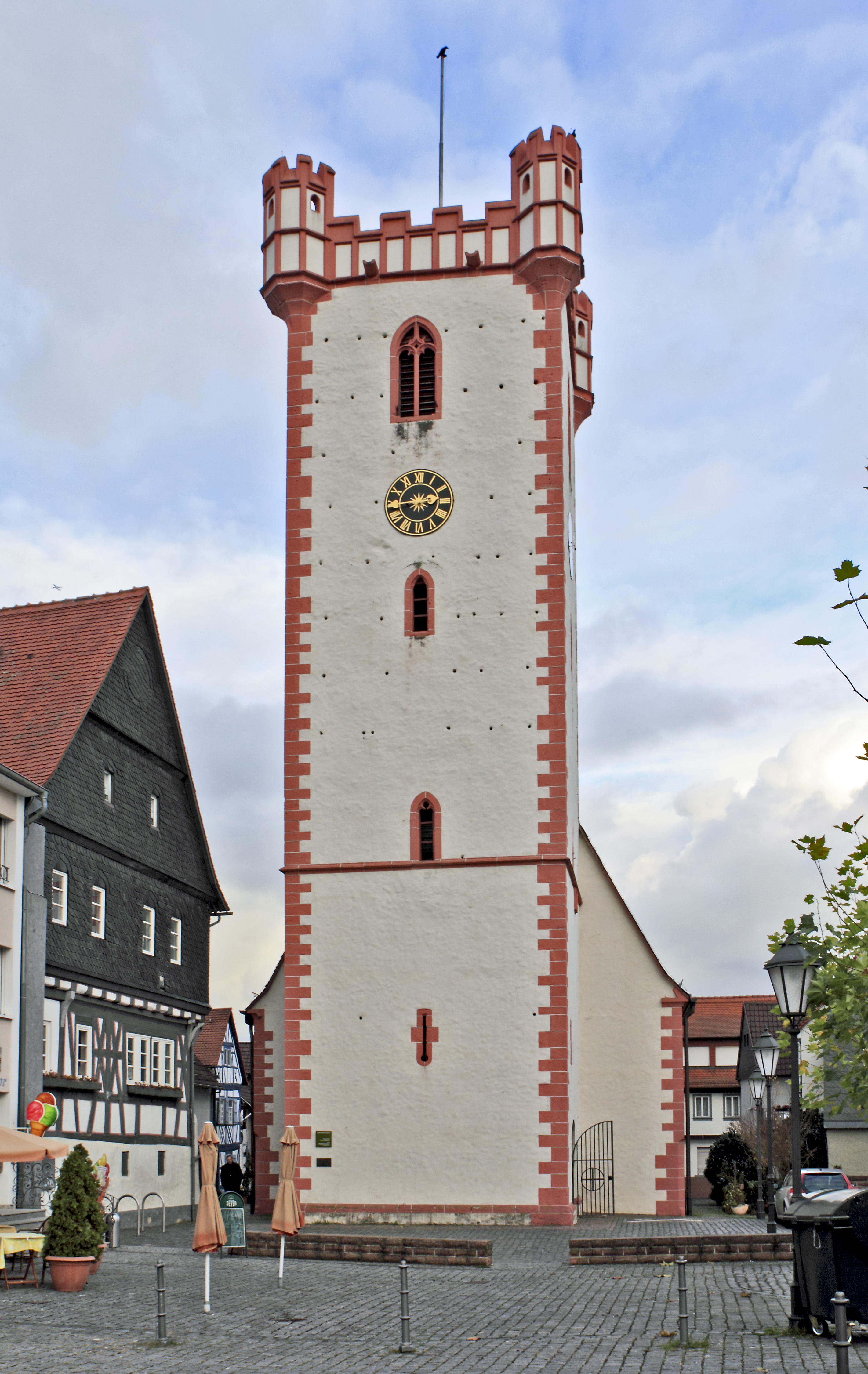
Alte Pfarrkirche – Gedächtniskirche St. Johann Baptist
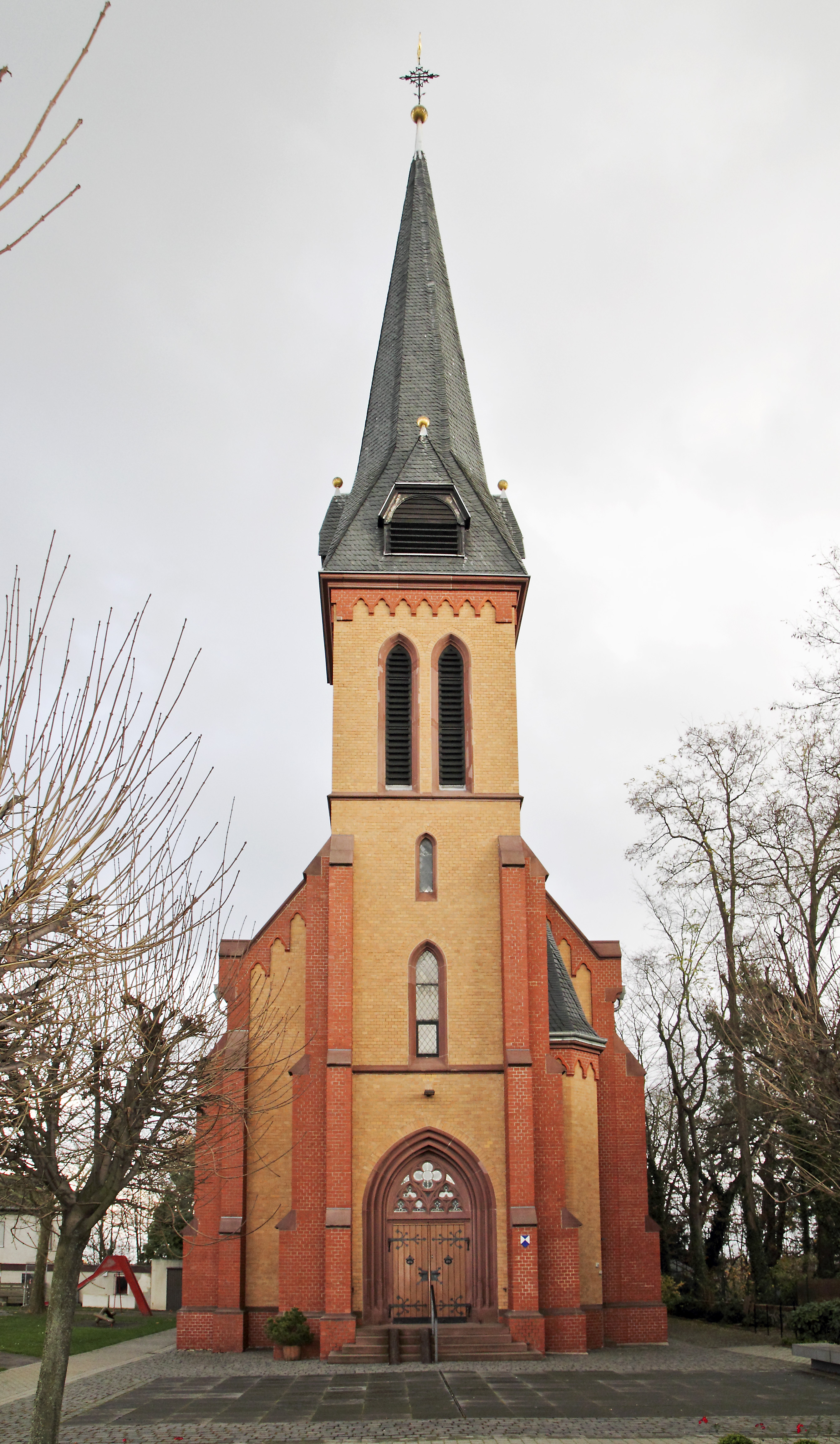
Evangelische Kirche
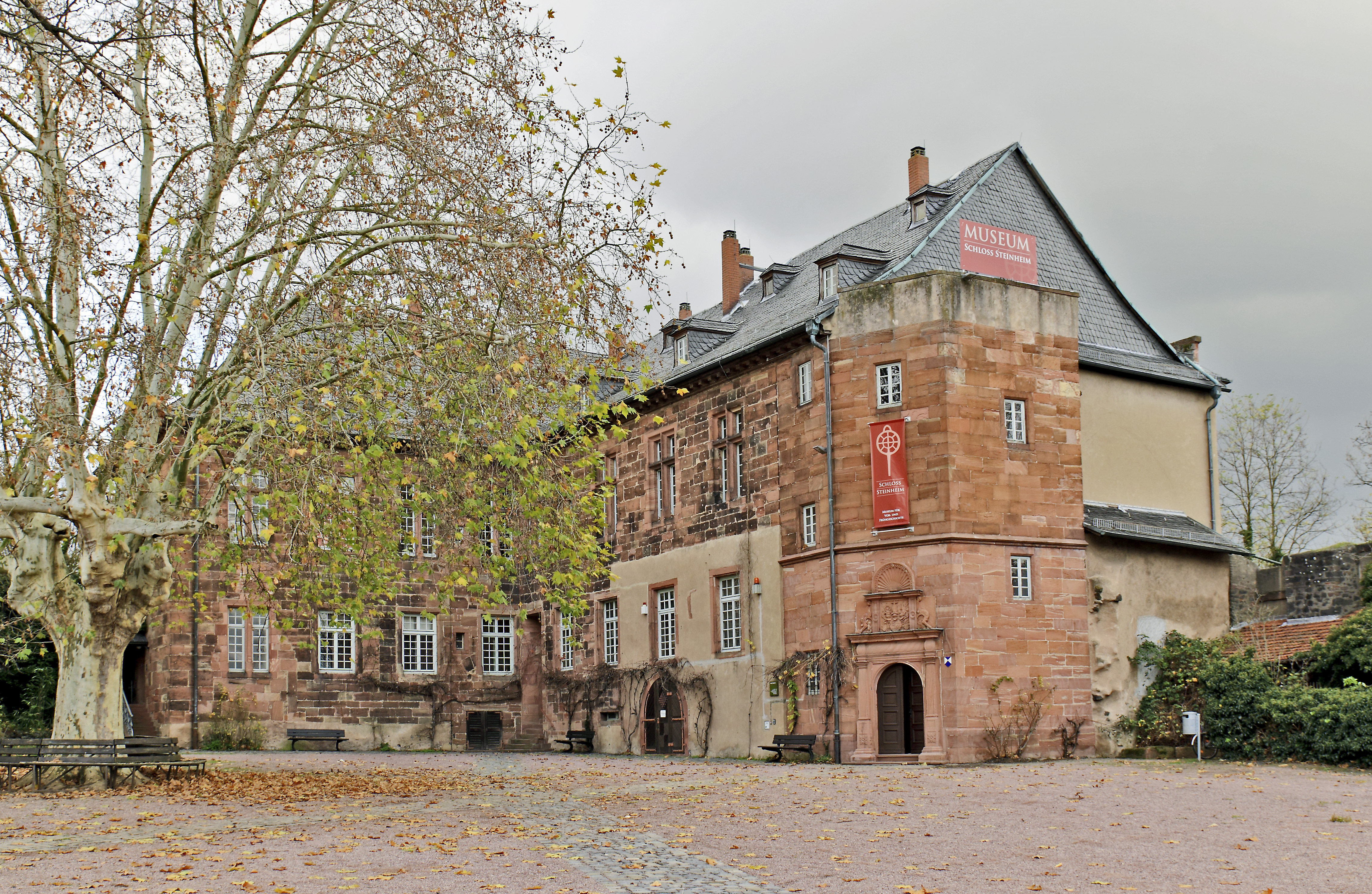
Schloss Steinheim
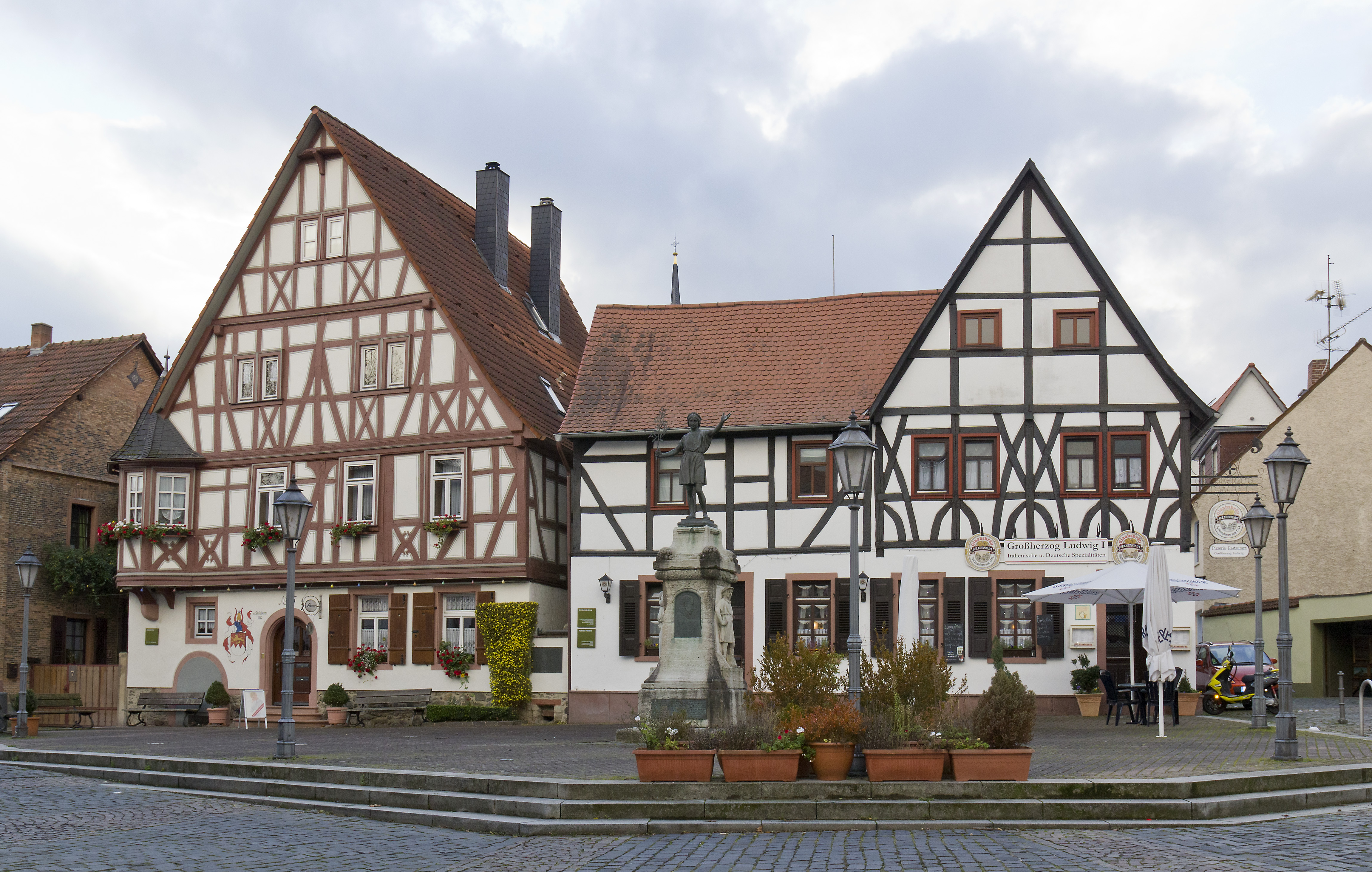
Platz des Friedens mit Friedensdenkmal

### Sport
- Die Turnerschaft Steinheim spielte in der Handball-Bundesliga. Als noch Feldhandball gespielt wurde, war Steinheim immer in den höchstklassigen Ligen vertreten. In der Olympiasaison 1971/72 wurde an Stelle einer Deutschen Meisterschaft der Deutsche Feldhandballpokal ausgespielt. Steinheim besiegte im Finale im Rüsselsheimer Opelstadion die Mannschaft von Hochdorf und ist seitdem Deutscher Feldhandballpokalsieger.
- Der Sportverein 1910 Germania Steinheim ist mit mehr als 600 Mitgliedern der zweitgrößte Sportverein im Steinheim. Als SV Klein-Steinheim spielte der Verein 1938 die 1. Schlussrunde des DFB-Pokal aus. Das Spiel gegen den 1. FC Nürnberg ging knapp 2:3 n. V. verloren.
- Der Verein TFC 1884 Steinheim spielte mit der Tischtennis-Herrenmannschaft Ende der 1980er Jahre in der 2. Bundesliga[20] und spielt aktuell in der Hessenliga – der fünfthöchsten Spielklasse.

## Bildung

### Schulen
Grundschulen
- Theodor-Heuss-Schule
- Geschwister-Scholl-Schule

Haupt- und Realschulen
- Eppsteinschule

weiterführende Schulen

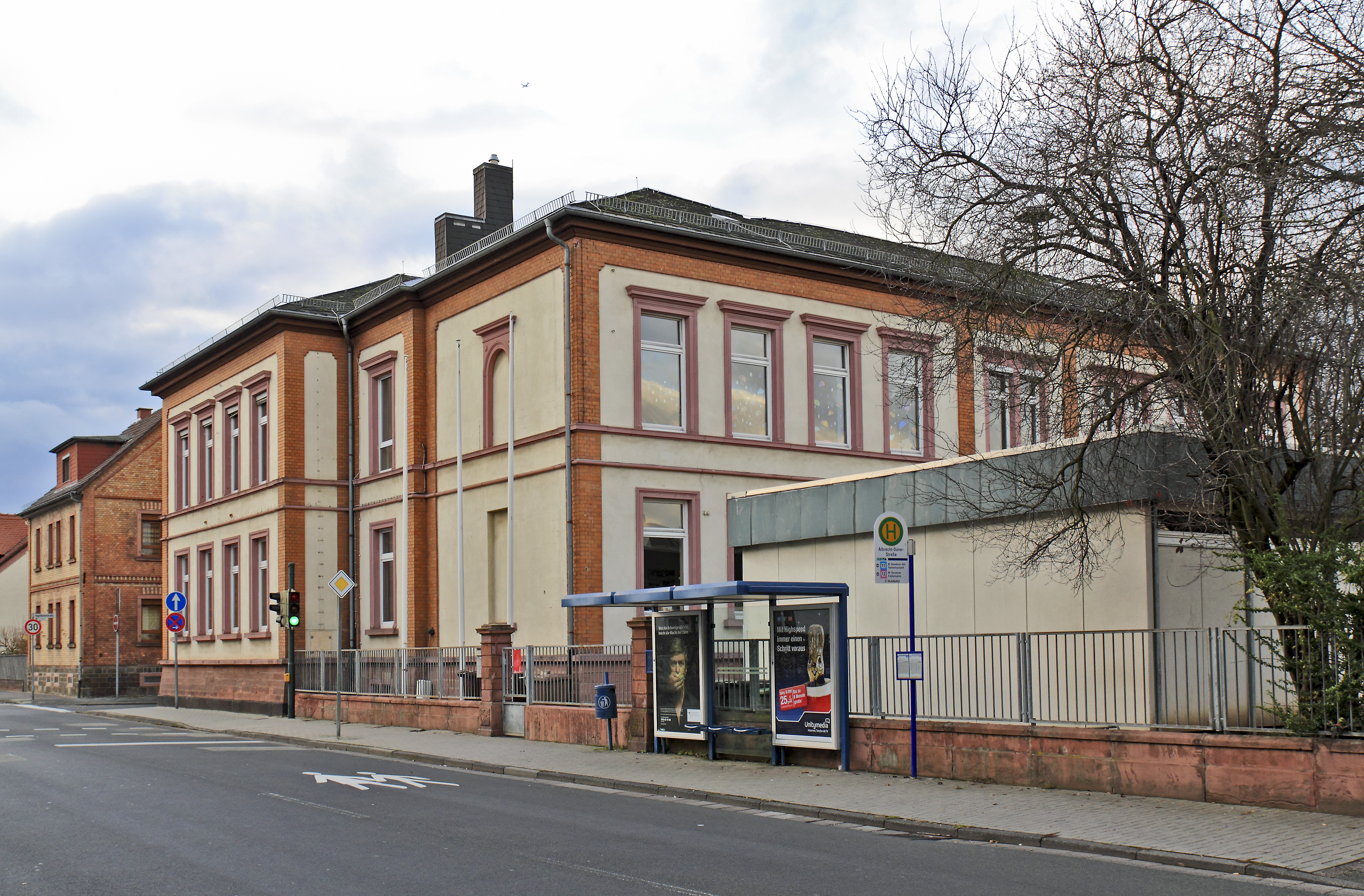
Geschwister-Scholl-Schule

- August-Bebel-Schule des Kreises Offenbach, (Zweigstelle)
- GSG – Rettungsdienstschule Steinheim

Musikschule
- Haus der Musik Hanau Steinheim e. V.

### Kindergärten
- Katholischer Kindergarten St. Nikolaus
- Katholischer Kindergarten St. Johann Baptist
- Evangelischer Kindergarten
- Städtischer Kindergarten und Hort am Pfaffenbrunnen
- Familientagesstätte Isarweg

## Persönlichkeiten

### Ehrenbürger
Als selbständige Stadt Steinheim am Main hatte die Kommune auch das Recht, Ehrentitel zu vergeben.
- Georg Busch (1862–1943), zweiter Sohn von Georg Busch d. Ä. (1823 bis 1895), studierte an der Akademie für Bildende Kunst München und blieb als Bildhauer in München. Er war ein bedeutender christlicher Künstler. Am 15. Oktober 1911 wurde das von ihm geschaffene Friedensdenkmal in Groß-Steinheim enthüllt. Dafür wurde ihm an diesem Tag die Ehrenbürgerwürde verliehen.
- Louis Mayer-Gerngroß. Jüdischer Metzgerssohn aus Groß-Steinheim, Jugendfreund von Bildhauer Professor Georg Busch, stiftete das Friedensdenkmal in Groß-Steinheim zum 100-jährigen Gedenken an die von Großherzog Ludwig I. erlassene judenfreundliche Verfassung. Dafür wurde ihm bei der Enthüllung am 15. Oktober 1911 die Ehrenbürgerwürde verliehen.
- Hermann Kardinal Volk (1903–1988), Bischof von Mainz, der am 27. Dezember 1903 in Groß-Steinheim geboren wurde, erhielt am 5. Dezember 1964 die Ehrenbürgerrechte verliehen.
- Wilhelm Sattler, der für die CDU in den zahlreichen kommunalpolitischen Ämtern wirkte, wurde für seine kommunalpolitischen Verdienste zum Ehrenstadtrat der Stadt Steinheim ernannt. Wegen seines Engagements für die Einigung Europas, er gilt als der Begründer der Städtepartnerschaften mit Doorn (NL) und Francheville (F), wurde ihm im Volksmund der Titel Europaminister zu teil.
- Leopold Imgram (11. Juli 1888 bis 30. März 1970). Der in Groß-Steinheim geborene Lokalhistoriker veröffentlichte zahlreiche Werke der Steinheimer Geschichte, über die Fischerzunft (1925), zwei Werke zur Stadtgeschichte (1958/62). Nach dem Zweiten Weltkrieg leitete Imgram das Steinheimer Stadtarchiv und erhielt am 14. Juli 1964 die Ehrenbürgerrechte seiner Heimatstadt verliehen.
- Albert Reuß (19. April 1874 bis 22. Dezember 1956). Der in Groß Steinheim geborene Reuß gründete 1929 den Klein-Steinheimer Heimatverein, aus dem später der Steinheimer Heimat- und Geschichtsverein hervorging. Am 2. Juni 1953 erhielt er für sein Wirken die Ehrenbürgerrechte.
- Johannes (Jean) Eppert (21. Mai 1883 bis 19. Oktober 1966). War nach dem Zweiten Weltkrieg der erste frei gewählte Stadtbrandinspektor Steinheims, zuvor war die Freiwillige Feuerwehr immer noch nach Groß- und Klein-Steinheim getrennt. Eppert erhielt für sein Engagement 1961 die Ehrenbürgerwürde verliehen.
- Karl Kirstein (17. Januar 1911 bis 8. Mai 1976). Der in Frankfurt geborene Heimatforscher und Archäologe veröffentlichte zahlreiche Werke zur Geschichte Steinheims und des Kreises Offenbach. Bei Grabungen am Mainbogen gegenüber Schloss Philippsruhe entdeckte er eine alte Römersiedlung auf Steinheimer Gemarkung. Kirstein erhielt am 3. Oktober 1972 die Ehrenbürgerrechte der Stadt Steinheim verliehen.
- Dr. Friedrich Joseph von Eiff (16. Dezember 1881 bis 19. November 1966). In Steinheim geboren, Staatsrat bis 1933 ab 1945 Regierungsrat, veröffentlichte zahlreiche Werke zur Steinheimer Geschichte, er belebte das Steinheimer Johannisfeuer am Vorabend des Johannistages wieder und war Mitgestalter des Steinheimer Heimatmuseums im Schloss. Das über die Grenzen Steinheims bekannte, von dem ehemaligen jüdischen Mitbürger Steinheims Meyer-Gerngroß gestiftete Friedensdenkmal, wurde jeweils mit einer Rede von ihm 1911 (hier noch als Referendar) und bei seiner vor allem von ihm betriebenen Wiedererrichtung 1965 eingeweiht. Am 12. Dezember 1961 wurden ihm die Ehrenbürgerrechte der Stadt Steinheim zuerkannt.
- Wilhelm Paul (12. September 1893 bis 21. Juli 1972). Wurde in Schöbritz in Tschechien geboren und fand nach der Vertreibung in Steinheim eine zweite Heimat. Er machte sich um die Eingliederung der Heimatvertriebenen verdient. Als Mitinitiator des genossenschaftlichen Wohnungsbaus in der Pfaffenbrunnensiedlung, in der sich zahlreiche Heimatvertriebene Wohneigentum schaffen konnten, machte er sich einen Namen, wovon noch die Straßenbenennung nach ihm zeugt. Am 10. Dezember 1970 erhielt Paul die Ehrenbürgerrechte.

### Söhne und Töchter des Ortes
- Ludwig von Leonrod (1774–1859), Rechtswissenschaftler, Richter und Politiker
- Freiherr Heinrich Joseph von Weitershausen (1792–1863) war ein großherzoglich hessischer Generalleutnant und Kommandeur der Großherzoglich Hessischen Armeedivision
- Johannes Neeb (1797–1843), Professor der Philosophie und Abgeordneter der 2. Kammer der Landstände des Großherzogtums Hessen
- Peter Anton Werner (1819–1868), Abgeordneter der 2. Kammer der Landstände des Großherzogtums Hessen
- Karl Urich (1828–1904), Fürstlich Ysenburgischer Forstmeister des Forstamts Büdingen
- Amalie Römheld, verheiratete Jochheim (1839–1874),  Schriftstellerin
- Georg Busch (1862–1943), Bildhauer
- Karl Michael Gesser (1869–1950), hessischer Landtagsabgeordneter (Zentrum)
- Michael Herty (1869–?), Bahnradsportler
- Georg Amberger (1890–1949), Leichtathlet
- Franz Brunnträger (1893–1953), nationalsozialistischer Politiker und Landrat
- Georg Volk (1898–1986), Arzt, Homöopath und Schriftsteller
- Franz Bareiter (1903–1985), Politiker, Abgeordneter des Hessischen Landtags, geboren in Steinheim
- Hermann Kardinal Volk (1903–1988), Bischof von Mainz
- Gustl Datz (1904–1991), Schauspieler und Synchronsprecher
- Josef Seuffert (1926–2018), römisch-katholischer Geistlicher und Kirchenlieddichter
- Erich Herrmann (1928–2018), Gewerkschafter
- Günter Ewald (1929–2015), Professor der Mathematik
- Karl Markus Kreis (* 1940), Politologe
- Maria Regina Kaiser (* 1952), Schriftstellerin und Althistorikerin
- Jürgen Schwab (* 1962), Musiker, Musikwissenschaftler, Journalist und Hochschullehrer
- Michael Maaser (* 1964), Historiker und Archivar der Johann Wolfgang Goethe-Universität Frankfurt am Main